# Baráth János
Baráth János (Szeged, 1925. október 15. – Szeged, 2006. január 17.) labdarúgó, fedezet.

## Pályafutása
A Szegedi Honvéd csapatában kezdte a labdarúgást. Az élvonalban 1951. március 4-én mutatkozott be a Bp. Honvéd ellen, ahol csapata 5–1-es vereséget szenvedett. Összesen 184 első osztályú bajnoki mérkőzésen lépett pályára és 10 gólt szerzett. Az aktív labdarúgást az NB II-es Szegedi Építők együttesében fejezte be.

## Sikerei, díjai
- Magyar bajnokság
  - 6.: 1960–61